# Katedralskolan, Växjö
Växjö Katedralskola är en gymnasieskola i Växjö bildad 1965/1968 som en efterföljare till Växjö högre allmänna läroverk.

## Verksamhet
Växjö Katedralskola hade 2021 1 400 elever och erbjuder undervisning på sex olika program: naturvetenskapsprogrammet, samhällsvetenskapsprogrammet, estetiska programmet, IB, ekonomiprogrammet och humanistiska programmet. 

### Rektorer
Rektor för Växjö Katedralskola var 1997–2017 Yngve Filipsson, som därefter gick i pension. Yngve Filipsson hade då arbetat på skolan i mer än trettio år i olika befattningar. Efterträdare till Filipsson blev Henrik Ahlin från Växjö. Senare har rektorsämbetet delats upp så att skolan har fem olika rektorer som ansvarar för olika program.

## Historia
Växjö högre allmänna läroverk kommunaliserades 1966 och fick sitt nuvarande namn 1965. 

### Byggnader

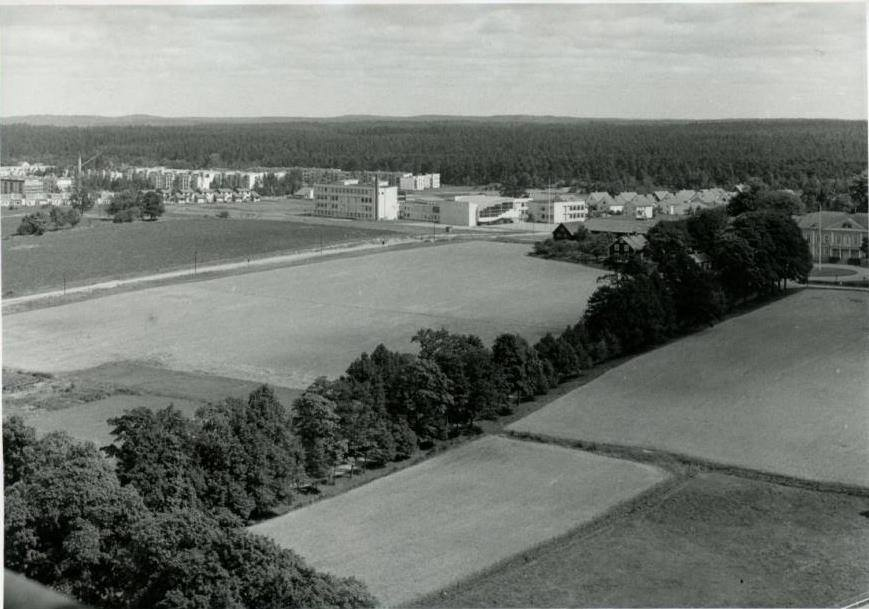
Foto av nybyggda Katedralskolan i mitten och Östrabo biskopsgård till höger. Foto taget år 1959.

Nuvarande Katedralskolan invigdes 1958 och är utformad i Bauhaus-stil. Den är ritad av Åke E. Lindqvist, byggd av fabrikstillverkade betongelement. 
Idag[när?] bedriver skolan undervisning även på Norrtullskolan, där man har all estetisk undervisning.

## Fotnoter
1. ↑   Ernstsson, Lennart (11 oktober 2016). ”Nu slutar rektorn på Katedralskolan - Smålandsposten”. Smålandsposten. http://www.smp.se/vaxjo/nu-slutar-rektorn-pa-katedralskolan/. Läst 10 maj 2017.
2. ↑  Han blir ny rektor på Katedralskolan
3. ↑  ”Skolledning”. www.vaxjo.se. https://www.vaxjo.se/sidor/forskola-och-skola/gymnasieskola/katedralskolan/kontakt-pa-katedral/skolledning.html. Läst 2 april 2023.
4. ↑  Staffan Bengtsson och Göran Willis: K-spanarna går husesyn, Bilda Förlag 2001, ISBN 91-574-5963-0<, sid 43-47